# Allen Trimble

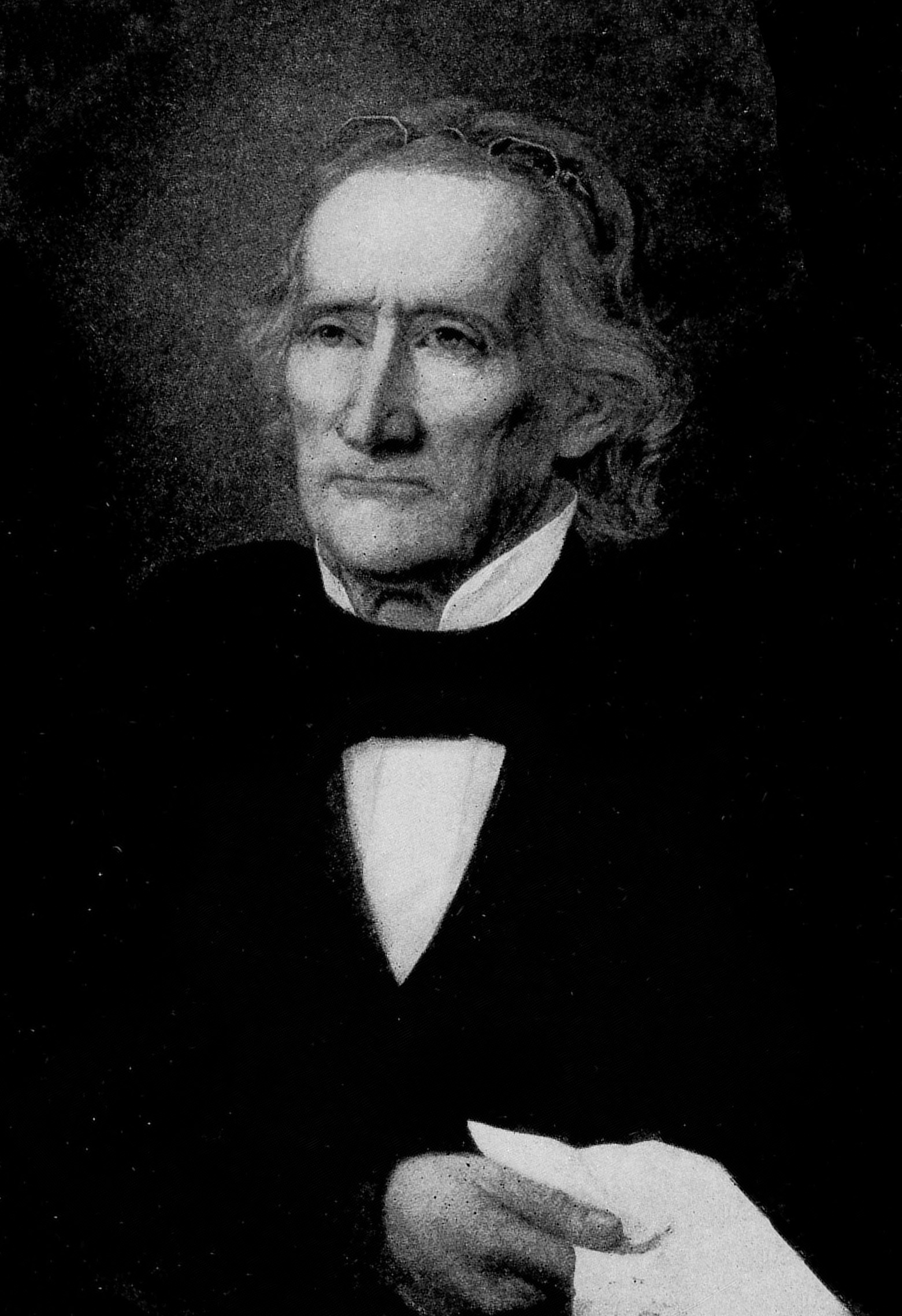
Allen Trimble

Allen Trimble, född 24 november 1783 i Augusta County, Virginia, död 3 februari 1870 i Hillsboro, Ohio, var en amerikansk politiker (federalist). Han var guvernör i delstaten Ohio 1822 och 1826-1830.
Trimble flyttade 1804 till Ohio från Kentucky. Han deltog i 1812 års krig. Guvernör Ethan Allen Brown avgick i januari 1822 för att tillträda som ledamot av USA:s senat och Trimble, som var talman i delstatens senat, tillträdde som guvernör. Trimble förlorade guvernörsvalet 1822 mot Jeremiah Morrow.
Trimble vann 1826 och 1828 års guvernörsval. Han efterträddes 1830 av Duncan McArthur.
Trimbles grav finns på Hillsboro Cemetery i Hillsboro, Ohio.